# 齋藤哲
齋藤 哲（さいとう てつ、1959年 - ）は、日本の法学者、獨協大学教授。弁護士。専門は民法。埼玉県出身。

## 来歴
所沢市生まれ。1983年 駒澤大学法学部法律学科卒業。同大学院法学研究科博士後期課程満期退学。ザールラント大学ヨーロッパ研究所退学。
1992年 島根大学法文学部助教授、1999年 同法文学部教授に就任。2003年 東北学院大学法学部教授、2004年 同法務研究科教授。2013年 獨協大学法科大学院教授を経て、2018年 同国際教養学部言語文化学科教授。
2008年 仙台市青葉区にて弁護士事務所を開所。
日本弁護士連合会共謀罪法対策委員会委員、同法科大学院センター委員、同刑事法制委員会幹事。仙台弁護士会刑事弁護委員会委員、同高齢者障害者委員会委員、同法曹養成等委員会委員を歴任。専門分野は民事法、司法制度。研究テーマは多数当事者、市民の司法参加、高齢者・障害者問題。
著書に『家族と法』『市民裁判官の研究 』など。

## 著書
- 『市民裁判官の研究』信山社 2001年
- 『家族と法』信山社 2017年

### 共著
- 『独立当事者参加の構造』成文堂 民事訴訟法演習 1994年
- 『会社訴訟の問題点』晃洋書房 現代有限会社法の判例と理論 1994年
- 『合意管轄と移送』成文堂 民事訴訟法演習 1994年
- 『市民法における国民の司法参加-ドイツ民事参審制度(名誉裁判官)に関する沿革的考察を中心にして-』『民事訴訟法学の新たな展開』中村英郎教授古稀祝賀 成文堂 1996年
- 『訴訟参加と訴訟引受け』現代裁判法大系第13巻民事訴訟 新日本法規 1998年
- 『民事執行手続における不動産の評価-評価人の役割を中心にして-』民事紛争をめぐる法的諸問題・白川和雄先生古稀記念論文集 1999年
- 『民事訴訟実態分析』商事法務研究会 2000年
- 『オーストリア少年司法の特色-少年審判に参審制を-』現代人文社 2000年
- 『「非金銭執行」民事執行・保全法要説(2版)』成文堂 2001年
- 『裁判官の訴訟指揮に対する異議』法律文化社 吉村徳重先生古希『弁論と証拠調べの理論と実践』 2001年

「国立国会図書館サーチ」を参照